# William Scotter
Sir William „Bill“ Norman Roy Scotter, KCB, OBE, MC (* 9. Februar 1922 in Birkenhead, Merseyside, England; † 5. Februar 1981 in Chelsea, Royal Borough of Kensington and Chelsea, London) war ein britischer Offizier der British Army, der unter anderem als General zwischen 1978 und 1980 Oberkommandierender der Britischen Rheinarmee sowie in Personalunion auch Oberkommandierender der NATO-Heeresgruppe Nord NORTHAG (Northern Army Group) war. Er starb zwei Monate vor der für April 1981 vorgesehenen Übernahme des Postens als stellvertretender Oberster Befehlshaber der Alliierten NATO-Streitkräfte in Europa DSACEUR (Deputy Supreme Allied Commander Europe).

## Leben

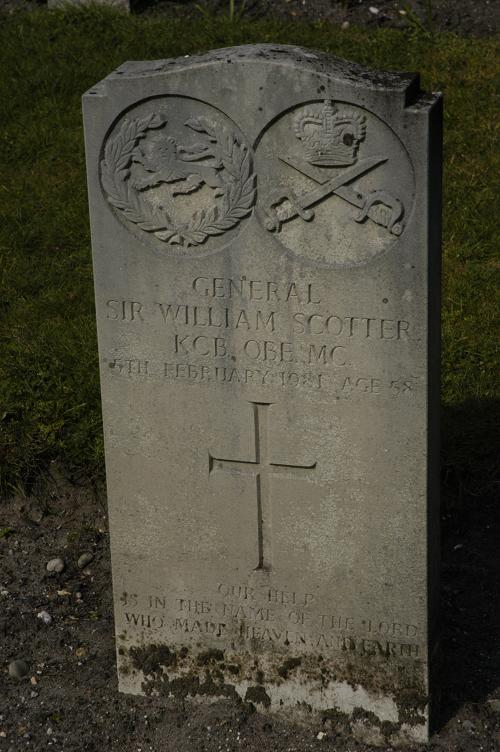
Grabstein von General Sir William Scotter auf dem Aldershot Military Cemetery.

William „Bill“ Norman Roy Scotter, Sohn von Claude Norman Scotter und Hilda Marie Turner Scotter, besuchte die St Bees School in St Bees und trat während des Zweiten Weltkrieges im Juni 1941 als Freiwilliger in die Scots Guards der British Army ein. Im weiteren Kriegsverlauf wurde er zum Schützenregiment 7th Duke of Edinburgh’s Own Gurkha Rifles der Britisch-Indischen Armee versetzt und wurde für seine militärischen Verdienste 1945 mit dem Military Cross (MC) ausgezeichnet. Nach Kriegsende besuchte er das Staff College Camberley und fand verschiedene Verwendungen als Offizier und Stabsoffizier. Er war als Oberstleutnant (Lieutenant-Colonel) zwischen Juni 1965 und Februar 1967 Kommandeur (Commanding Officer) des 1. Bataillons des King’s Own Royal Border Regiment und wurde 1965 mit dem Offizierskreuz des Order of the British Empire (OBE) geehrt.
Scotter war als Brigadegeneral (Brigadier) zwischen September 1967 und August 1969 Kommandeur der 19. Luftfähigen Brigade (19th Airportable Brigade). Als Generalmajor (Major-General) fungierte er von September 1970 und April 1972 zunächst als Chef des Stabes des Heereskommandos Süd (Chief of Staff, Southern Command) sowie anschließend zwischen April und Oktober 1972 als Chef des Stabes der Landstreitkräfte des Vereinigten Streitkräfte (Chief of Staff, United Kingdom Land Forces), ehe er zwischen November 1972 und Juni 1975 im Heeresstab Leiter des Referats Militärische Operationen (Director of Military Operations) war. Am 14. Juni 1975 wurde er zum Knight Commander des Order of the Bath (KCB) geschlagen und führte fortan den Namenszusatz „Sir“.
Im August 1975 löste Sir „Bill“ Scotter als Generalleutnant (Lieutenant-General) Generalleutnant Sir David William Fraser als Vizechef des Generalstabes des Heeres (Vice-Chief of the General Staff) ab und bekleidete diese Funktion bis Juni 1978, woraufhin Generalleutnant Sir John Wilfred Stanier seine Nachfolge antrat. Zuletzt übernahm er als General im September 1978 von General Sir Frank Douglas King den Posten als Oberkommandierender der Britischen Rheinarmee BAOR (Commander-in-Chief, British Army of the Rhine). Er hatte diesen bis Oktober 1980 inne und wurde daraufhin General Sir Michael Gow abgelöst. In Personalunion war er zwischen September 1978 und Oktober 1980 auch Oberkommandierender der NATO-Heeresgruppe Nord NORTHAG (Northern Army Group). Darüber hinaus wurde er 1980 Adjutant (Aide-de-camp) von Königin Elisabeth II. Er starb am 5. Februar 1981 zwei Monate vor der für April 1981 vorgesehenen Übernahme des Postens als stellvertretender Oberster Befehlshaber der Alliierten NATO-Streitkräfte in Europa DSACEUR (Deputy Supreme Allied Commander Europe). Nach seinem Tode wurde er auf dem Aldershot Military Cemetery beigesetzt.